# Hipogeu Mataró i Vilallonga
L'Hipogeu Mataró i Vilallonga és una obra del municipi de Lloret de Mar (Selva) inclosa en l'Inventari del Patrimoni Arquitectònic de Catalunya. Està ubicat en el marge esquerre del passeig central del cementiri de Lloret de Mar i té com a matèria primera la pedra de Montjuïc.

## Descripció
Quant a la ubicació, es constata la mateixa problemàtica que va afectar en part la construcció del Panteó Casanovas i Terrats, ja que la coordenada ens remet a la cruïlla del passeig central i una de les vies transversals. En conseqüència, la simetria interna de la construcció no es disposa exactament encarada al passeig, sinó que s'adapta a l'angle i perspectiva oberta per ambdós carrers del cementiri.
L'hipogeu Mataró i Vilallonga es tracta d'una tomba modesta de petites dimensions. Tanmateix aquesta modèstia, quant a la mida, queda trencada per la sensualitat compositiva que ofereix el monument, com així ho demostra des de les corves sinuoses i atractives que atresora; passant per les formes ambigues, estranyes i arbitràries, quasi desconegudes i fins a arribar a la simplicitat en la conjugació de les formes. Tot això confereix un esperit solemne i bell al monument. Una bellesa obtinguda de la conjugació de dos principis antagònics com són complexitat i senzillesa. Això per una banda, mentre que per l'altra, atribueix una sensualitat càlida a la pedra freda de Montjuïc, fins al punt que dona la sensació que la pedra es converteixi en un material moldejable i manipulable, semblant a la plastilina.
Bonaventura Conill i Montobbio integra en aquesta estructura funerària -on difícilment es pot copçar ja la idea de mort a través de les formes del sarcòfag ara completament metamorfosejades, ocultes- una sèrie de símbols que fan al·lusió primordial a la vida. Entre ells l'espiga, potencial i fecunda, i amb una llarga tradició dins el recinte catòlic del cementiri, remarca el poder de la sagrada forma, en què s'inscriu una creu, alhora símbol de resurrecció i camí d'immortalitat que envolten tres caps d'angelots, caracteritzats amb una expressivitat molt freda mancada de vida i complementats amb unes petites ales en les quals s'ha reproduït l'efecte del plomatge propi de les ales.
I és que ens trobem davant d'un monument peculiar que prescindeix fins i tot de la làpida, situant les corresponents inscripcions ("FAMÍLIA DE SALVADOR MATARÓ i VILALLONGA E.P.D.") a la cara posterior d'un cos vertical sobresortint que s'aixeca sobre una dinàmica base de planta octogonal. Tot això evidencia que l'arquitecte tendeix a l'abstracció i eliminació de tot element secundari. En la inscripció de la part posterior s'han utilitzat dos principis bàsics: per una banda el fragment "FAMÍLIA DE i E.P.D." sembla gravat; mentre que el fragment intermedi (SALVADOR MATARÓ i VILALLONGA) està destacat amb una lletra en cursiva emfasitzada en negre. Al marge de la pedra bruta i enfosquida, fet propi del pas del temps, aquest monument ofereix un bon estat de conservació.

## Història
La construcció de l'hipogeu Mataró i Vilallonga i paral·lelament la de l'hipogeu Durall i Carreras, l'hipogeu Bandrich, l'hipogeu Conill i Aldrich i l'Hipogeu Pujol i Conill també al cementiri de Lloret s'han atribuït a l'arquitecte Bonaventura Conill i Montobbio, el qual va ser un arquitecte i dibuixant del segle XIX-XX, nascut a Barcelona en el 1876 i mort en la mateixa ciutat en el 1946.
Amb el títol d'arquitecte expedit el 1898, va ser un visitant asidu del taller d'Antoni Gaudí. Si Josep Puig i Cadafalch es reconeixia deixeble de Domenech i Montaner, al mestratge del qual caldria afegir el de Gallissà, Bonaventura Conill manifestà de forma oberta i incondicional l'admiració que sentia per Gaudí. Obra seva va ser la moderna església Parroquial de Lloret de Mar.
En la seva joventut va combinar les tasques d'arquitecte amb les d'il·lustrador, col·laborant en el setmanari Cu-Cut de Barcelona. A part d'aquest hipogeu Bonaventura Conill i Montobbio també és el responsable de la factura de dos edificis importants de Lloret de Mar com són, per una banda l'Antic Escorxador actual casal de joves de Lloret, mentre que per l'altra l'Antic Can Gelats. La realització de l'hipogeu respon a un període anterior al 8 de març de 1907 i té com a propietària Carme Vilallonga, vídua Mataró.